# Ester Boserup
Ester Boserup, nata Ester Børgesen (Frederiksberg, 18 maggio 1910 – Ascona, 24 settembre 1999), è stata un'economista danese.
Ha studiato sviluppo economico e agricolo, ha lavorato presso l'ONU ed altre organizzazioni internazionali ed è stata autrice di numerosi saggi
La sua opera più importante è ''Le condizioni della crescita agricola: l'economia del cambiamento agrario sotto pressione della popolazione". Questo "classico ... lavoro sull'intensificazione agricola" presenta una "analisi dinamica che abbraccia tutti i tipi di agricoltura primitiva." (Boserup, E. 1965. p 13). L'opera sfida l'ipotesi che risale al tempo di Malthus (ed è ancora ritenuta valida in molti ambienti) che i metodi agricoli determinino la popolazione (tramite l'approvvigionamento alimentare). Boserup invece ha sostenuto che la popolazione determina i metodi agricoli. Un punto importante del suo libro è che "la necessità è la madre dell'invenzione".
Una sua grande convinzione era che l'umanità avrebbe sempre trovato una strada ed era solita dire che "il potere dell'ingegno avrebbe sempre superato quello della domanda". Le sue tesi hanno influenzato il dibattito sul ruolo delle donne nel lavoro e lo sviluppo umano, e sulla possibilità di migliori opportunità di lavoro e di istruzione per le donne.

## Biografia
Ester Børgesen era nata a Copenaghen, unica figlia di un ingegnere danese che morì quando lei aveva due anni lasciando la famiglia in precarie condizioni economiche. Poi, "incoraggiata dalla madre e consapevole delle sue prospettive limitate, senza un buon titolo di studio", dal 1929 aveva studiato sviluppo economico e agricolo presso l'Università di Copenaghen, ottenendo la laurea in economia teorica nel 1935.
Ester aveva sposato Mogens Boserup quando entrambi avevano ventun'anni; la giovane coppia ha vissuto grazie al sostegno della famiglia benestante di lui durante i rimanenti anni dell'università. Hanno avuto tre figli: una femmina, Birte nata nel 1937 e due maschi, Anders nato nel 1940 e Ivan del 1944.
Dopo la laurea Ester Boserup ha lavorato per il governo danese tra 1935-1947, proprio durante l'occupazione nazista nella seconda guerra mondiale, come responsabile del suo ufficio di programmazione, studi, tra cui il commercio e gli effetti delle sovvenzioni. Non ha fatto quasi nessun riferimento ai conflitti tra famiglia e lavoro durante la sua vita. La famiglia si trasferì a Ginevra nel 1947 per lavorare con la Commissione economica delle Nazioni Unite d'Europa (ECE). Nel 1957, lei e il marito hanno lavorato in India, in un progetto di ricerca gestito da Gunnar Myrdal. Per il resto della sua vita ha lavorato come consulente e scrittrice, tra Copenaghen e i pressi di Ginevra, fino alla morte del marito nel 1980.

## Lavoro

### Contributi accademici
Secondo la teoria malthusiana, la dimensione e la crescita della popolazione dipende dall'approvvigionamento di cibo e dai metodi di produzione agricola. Nella teoria di Boserup i metodi agricoli dipendono dalla dimensione della popolazione. Dal punto di vista malthusiano, nei periodi in cui il cibo non è sufficiente per tutti, la popolazione in eccesso morirà. Al contrario, Boserup sostiene che nei tempi di pressione, la gente troverà modi per aumentare la produzione di cibo, aumentando la forza lavoro, l'uso dei macchinari e dei fertilizzanti.
Sebbene le teorie di Boserup siano ampiamente considerate come anti-malthusiane, sia le sue intuizioni che quelle di Malthus possono essere comodamente combinate nello stesso quadro teorico generale.
Ella ha sostenuto che quando la densità della popolazione è sufficientemente bassa per permetterlo, il terreno tende ad essere utilizzato in modo intermittente, con forte dipendenza dal fuoco per pulire i campi e dal fermo delle colture, per ripristinare la fertilità (addebbiatura). Numerosi studi hanno dimostrato come tali metodi siano favorevoli al totale carico di lavoro ed anche all'efficienza (uscita rispetto ingresso). Secondo la teoria di Boserup, è solo quando si alza la densità abitativa si limita l'uso della messa a riposo (e quindi l'uso del fuoco) così che i campi vengono spostati verso la coltivazione annuale. Ottenendo un'insufficiente rotazione delle colture, trame meno fertili, coperti di erba o di cespugli piuttosto che foresta, sforzi ampliati di concimazione, preparazione del campo, controllo delle piante infestanti e l'irrigazione. Questi cambiamenti inducono spesso l'innovazione agricola, ma aumentano il costo marginale del lavoro per l'agricoltore così: maggiore è la densità di popolazione rurale e più ore l'agricoltore deve lavorare per la stessa quantità di prodotti. Pertanto, i carichi di lavoro tendono a salire mentre l'efficienza scende. Questo processo di aumentare la produzione a costo di lavoro più in basso rendimento è quello Boserup descrive come "intensificazione agricola".

### La teoria boserupiana
Sebbene la teoria originale di Boserup era molto semplificata e generalizzata, si è rivelato fondamentale per la comprensione dei modelli agricoli nei paesi in via di sviluppo. Nel 1978, la sua teoria del cambiamento agricolo ha cominciato ad essere riformulato come una teoria più generale. Il campo ha continuato a maturare in rapporto alla popolazione e gli studi ambientali nei paesi in via di sviluppo. La teoria neo-boserupiana continua a generare polemiche per quanto riguarda la densità di popolazione e l'agricoltura sostenibile.

### Studi di genere
Ester Boserup ha contribuito anche al discorso che circonda le pratiche di genere e sviluppo con il suo lavoro del 1970 "Il ruolo della donna nello sviluppo economico". Il lavoro è "la prima indagine mai intrapreso in ciò che accade alle donne nel processo di crescita economica e sociale in tutto il Terzo mondo". Secondo la prefazione nell'edizione 1989 di Swasti Mitter, "È il lavoro impegnato e scientifico [di Boserup] che ha ispirato il Decennio delle Nazioni Unite per le donne tra il 1975 e il 1985, e che ha incoraggiato le agenzie di aiuto a mettere in discussione l'ipotesi di neutralità di genere nei costi nonché nei benefici di sviluppo ". Il testo di Boserup ha valutato come il lavoro è stato diviso tra uomini e donne, i tipi di lavori che costituivano il lavoro produttivo, e il tipo di donne di formazione necessari per promuovere lo sviluppo. Questo testo ha segnato una svolta nei dibattiti di Donne nello sviluppo (WID), perché ha sostenuto che il contributo delle donne, sia a livello nazionale che nel mondo del lavoro pagato, ha aiutato le economie nazionali. Molte femministe liberali si sono basate sull'analisi di Boserup per sostenere che i costi di sviluppo economico moderno sono stati in spalla dalle donne.

## Opere
Libri
- Ester Boserup, Woman's role in economic development, London, George Allen & Unwin, 1970.Reprinted as:  Ester Boserup, Woman's role in economic development, London Sterling, Virginia, Earthscan, 2007, ISBN 978-1-84407-392-4.
- Ester Boserup e Ignacy Sachs, Foreign aid to newly independent countries problems and orientations = Aide extérieure aux pays récemment indépendants: problèmes et orientations, The Hague, Mouton, 1971, ISBN 978-3-11-155712-0.
- Ester Boserup, Population and technological change: a study of long-term trends, Chicago, University Of Chicago Press, 1981, ISBN 978-0-226-06674-5.
- Ester Boserup, Population and technology, Wiley-Blackwell, 1981, ISBN 978-0-631-13371-1.
- Ester Boserup, My professional life and publications, 1929-1998, Copenhagen, Museum Tusculanum Press, 1998, ISBN 978-87-7289-520-8.
- Ester Boserup, The conditions of agricultural growth: the economics of agrarian change under population pressure, London, Allen & Unwin, 1965, OCLC 231372. Pdf verson.
- Reprinted as:  Ester Boserup, The conditions of agricultural growth: the economics of agrarian change under population pressure, New Brunswick, New Jersey, Aldine Transaction, 2005, ISBN 978-0-202-30793-0.

Capitoli dei libri
- Boserup, Ester (1975), "Women in the labour market",  in Jain, Devaki, Indian women, New Delhi, India: Publications Division, Ministry of Information and Broadcasting, Government of India, OCLC 1646453.
- Boserup, Ester (1985), "The impact of scarcity and plenty on development",  in Rotberg, Robert I.; Rabb, Theodore K., Hunger and history: the impact of changing food production and consumption patterns on society, Cambridge Cambridgeshire New York: Cambridge University Press, pp. 185–210, ISBN 9780521315050.
- Boserup, Ester (1997), "The economics of polygamy",  in Grinker, Roy Richard; Steiner, Christopher B., Perspectives on Africa: a reader in culture, history, and representation, Cambridge, Massachusetts: Blackwell, pp. 506–517, ISBN 9781557866868.

Articoli sui giornali
- Ester Boserup, The impact of population growth on agricultural output, in The Quarterly Journal of Economics, vol. 89, n. 2, Oxford University Press, 1975,  pp. 257-270, DOI:10.2307/1884430."The impact of population growth on agricultural output". The Quarterly Journal of Economics (Oxford University Press) 89 (2): 257–270. doi:10.2307/1884430.
- Ester Boserup, Environment, population, and technology in primitive societies, in Population and Development Review, vol. 2, n. 1, The Population Council via JSTOR, 1976,  pp. 21-36, DOI:10.2307/1971529."Environment, population, and technology in primitive societies". Population and Development Review (The Population Council via JSTOR) 2 (1): 21–36. doi:10.2307/1971529.  Pdf version.